# Oogmotoriek
De bewegingen die beide oogbollen kunnen maken en de aansturing ervan door de hersenen wordt de oogmotoriek genoemd. 
Iedere oogbol kent vier rechte oogspieren en twee scheve oogspieren. De vier rechte oogspieren zitten boven, onder, links en rechts aan de oogbol vast en kunnen het oog in een horizontaal respectievelijk verticaal vlak laten bewegen; een gecombineerd gebruik van rechte oogspieren kan de oogbol iedere richting op laten draaien. De twee scheve oogspieren kunnen het oog een torsie-beweging (draaiing om de optische as) laten maken.

## Soorten oogbewegingen
De rechte oogspieren van ieder oog worden tegelijkertijd aangestuurd opdat beide ogen synchroon kunnen bewegen. Men onderscheidt de volgende soorten oogbewegingen:
- convergentie: het naar elkaar toe bewegen van linker- en rechteroog, bijvoorbeeld bij het fixeren op je uitgestrekte vinger terwijl je die langzaam naar je neus toebrengt tot je scheel kijkt.
- divergentie: het van elkaar af bewegen van linker- en rechteroog, zoals het fixeren op je wijsvinger als je die van je neus haalt en je arm strekt.
- volgbeweging: de trage, gecontroleerde beweging die gemaakt wordt als een visueel doel langzaam in het beeld beweegt zoals het als toeschouwer volgen van de voetbal tijdens een wedstrijd.
- saccade of oogsprong: snelle gestuurde oogbeweging, bijvoorbeeld naar een plotseling opduikend visueel doel of bij het lezen van het eerste woord naar het tweede.
- fixatie: beide ogen blijven gedurende een zekere tijd op een stilstaand doel gericht
- tremor: tijdens de fixatie vertonen de ogen een kleine, maar frequente trilling rond het fixatiepunt
- drift: tijdens de fixatie glijdt het fixatiepunt ongemerkt langzaam van het oorspronkelijke richtpunt weg
- regressie: wanneer teruggekeerd wordt naar een recent fixatiepunt, bijvoorbeeld als bij het lezen vermoed wordt dat een woord incorrect of onvolledig is gelezen

## Afwijkingen
Bij een normale oogmotoriek kunnen alle bewegingen zonder beperkingen uitgevoerd worden. Als een van de spieren een gestoorde functie heeft, kan dat gemeten worden aan de hand van de gemaakte oogbeweging. In dat geval kan bijvoorbeeld niet goed naar boven, onder, links of rechts gekeken worden. Ook kan er een convergentie-beperking zijn waardoor dichtbijkijken moeilijk is. Als de storing in één oog zit dan kan men alles dubbel zien. Meestal is er dan ook zichtbaar een scheefstaand oog (strabismus). Is dit al het geval bij de geboorte dan kan het scheefstaande oog en de bij dat oog horend deel van het visuele systeem zich maar beperkt ontwikkelen en is er sprake van een lui oog (amblyopie).
In sommige gevallen zijn de spieren wel goed maar is de aansturing van geboorte af gestoord waardoor er onwillekeurige maar regelmatige oogbewegingen worden gemaakt (nystagmus).

## Evenwicht
De oogbewegingen staan in nauw verband met ons evenwichtsorgaan. Draaien we met ons hoofd, dan draaien onze ogen in tegengestelde richting opdat ons zicht stabiel blijft. Dit wordt ook aangeduid met nystagmus.